# Schwabstetten (Altmannstein)
Das Dorf Schwabstetten ist ein Ortsteil des Marktes Altmannstein im Landkreis Eichstätt.

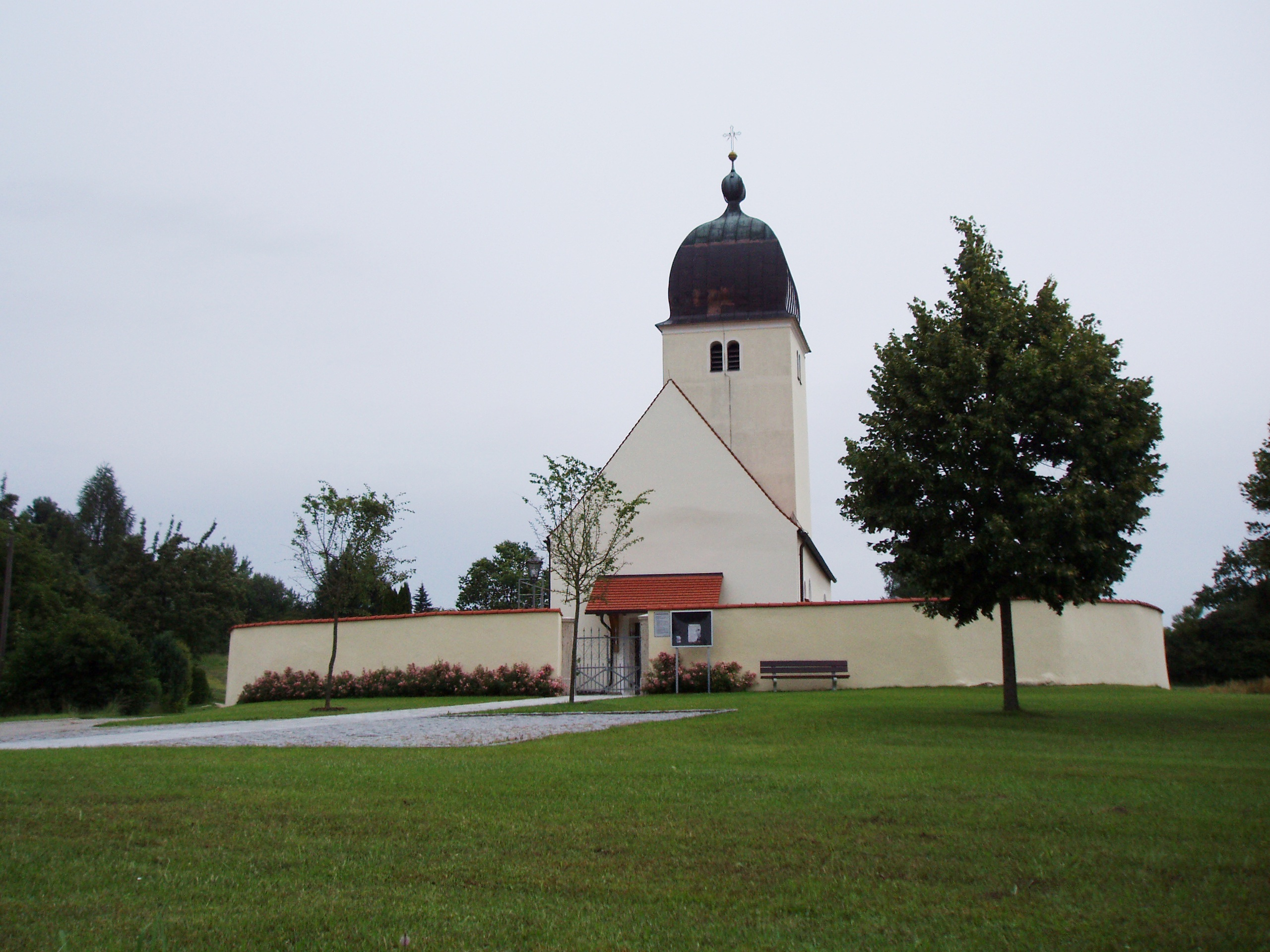
Die Kirche von Schwabstetten

## Lage

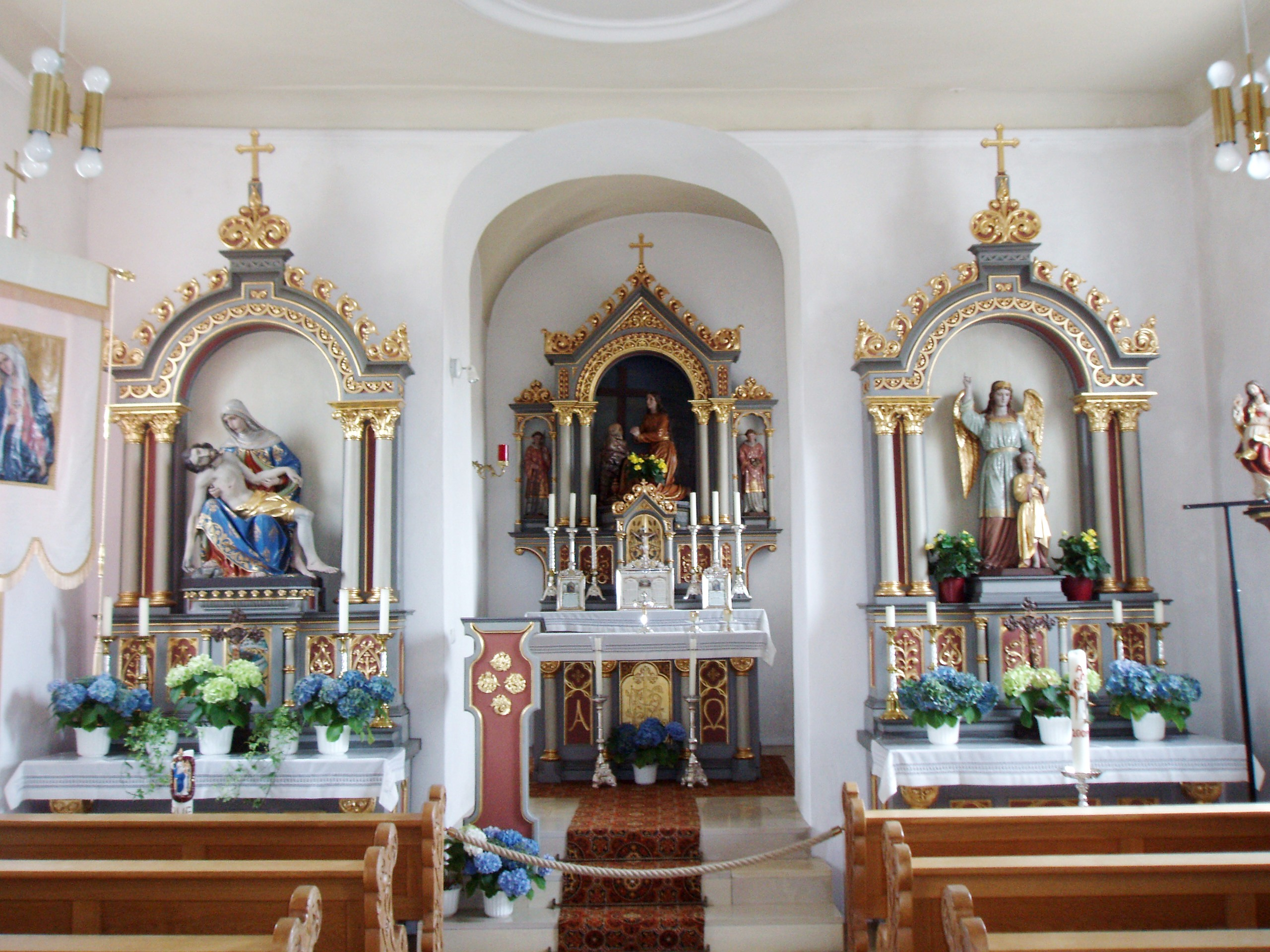
Innenansicht der Kirche von Schwabstetten

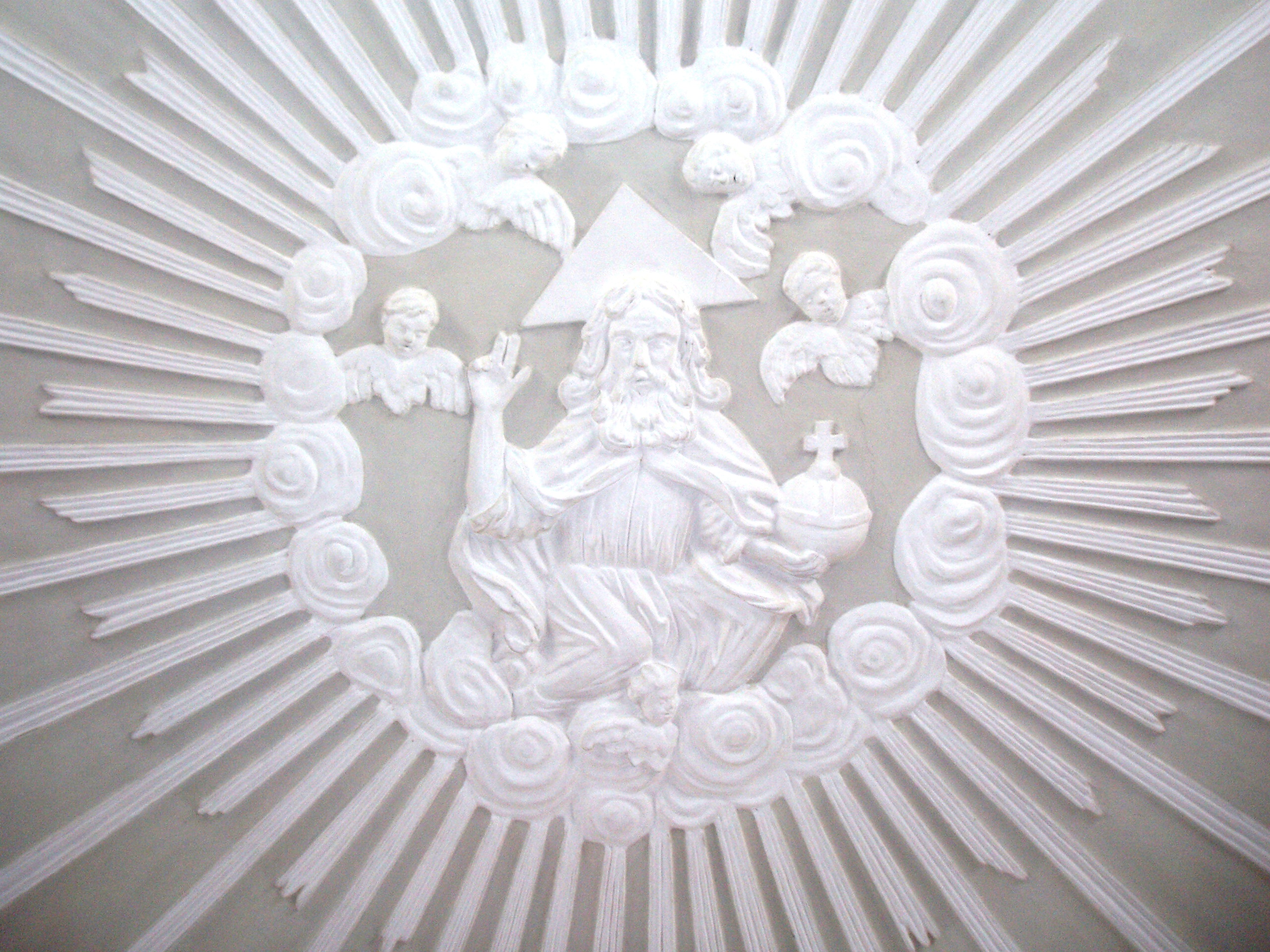
Stuckrelief „Gott Vater“

Das Kirchdorf liegt in den sanften Hügeln des beginnenden Juras.
Die weiten Ebenen des Donautales befinden sich ungefähr 10 km südlich des Dorfes.
Regensburg ist in östlicher Richtung etwa 45 km, Ingolstadt westlich 30 km entfernt. München liegt rund 100 km südlich des Ortes.

## Geschichte
Östlich von Schwabstetten befinden sich die Reste einer spätkeltischen Viereckschanze.
Das Dorf wurde 972 als „Suabsteti“  erstmals urkundlich erwähnt.
Am 1. Juni 1928 wurde die Gemeinde Schwabstetten aufgelöst. Schwabstetten wurde in die Gemeinde Hagenhill eingegliedert und gehört jetzt zum Markt Altmannstein. Imbath kam zu Mindelstetten.

## Kirche
Die Kirche St. Maria Magdalena, eine Filialkirche der Pfarrei Lobsing, befindet sich außerhalb des Ortes in nordöstlicher Richtung auf einem Hügel. Sie ist spätromanischen Ursprungs. 1966 wurde die in neuerer Zeit ausgestattete Chorturmkirche renoviert. Der ursprüngliche Zugang im Süden der Kirche ist vermauert. Der Turm hat eine in dieser Art seltene Haube mit großem Knopf. Die Kirche ist von einer Friedhofsmauer umgeben.
Ein Stuckflachrelief an der Decke des Sakralbaus vom Ende des 17. Jahrhunderts zeigt Gott den Vater in Wolken und von Engelsköpfen umgeben.

## Struktur
Das Dorf hat ca. 100 Einwohner und ist nahezu ausschließlich land- und forstwirtschaftlich geprägt.